# Såghuslunds naturreservat
Såghuslund är ett naturreservat inom den historiska Laholms stads område i Laholms kommun i Hallands län.

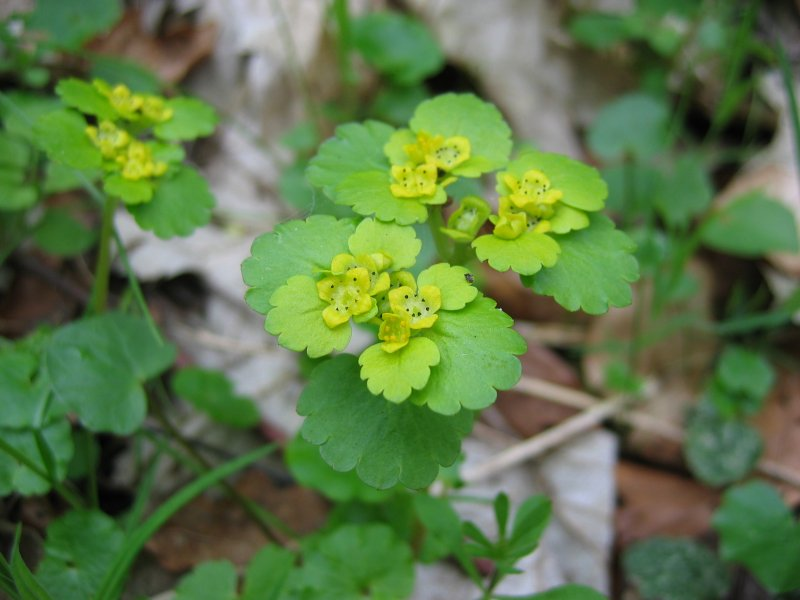
Gullpudra

Reservatet består av tre hektar stort lövskogsområde som sluttar ner mot Lagan. Här finns ett tjugotal gamla stora ekar och den fuktiga miljön i skogen är gynnsam för mossor, lavar och svampar. Vitsippa, desmeknopp, ormbär och storrams trivs i området liksom gullpudra. Utöver ek finns även björk, asp, hassel, lind, lönn, fläder, ask, alm och fågelbär. Det finns även en del gammal död ved.
Området är skyddat sedan 1999 och är beläget strax öster om Laholms centrum vid Lagan.